# Web Services Protocol Stack
La Pila de protocolos para Servicios Web es una colección de protocolos y estándares para redes de Computadores que son utilizados para definir, localizar, implementar y hacer que un Servicio Web interactúe con otro. La Pila de Protocolos para servicios está comprendida principalmente por cuatro áreas:
- Servicio de Transporte: responsable del transporte de mensajes entre las Aplicaciones de red y los protocolos en los cuales se incluyen protocolos tales como HTTP, SMTP, FTP, así como también el más reciente Blocks Extensible Exchange Protocol (BEEP).
- Mensajería XML: responsable por la codificación de mensajes en un formato común XML así que ellos puedan ser entendidos en cualquier extremo de una conexión de red. Actualmente, esta área incluye protocolos tales como XML-RPC, SOAP y REST.
- Descripción del Servicio: usado para describir la interfaz pública de un Servicio Web específico. El formato de interfaz Web Services Description Language - WSDL es típicamente usado para este propósito.
- Descubrimiento de servicios: centraliza servicios en un registro común tal que los servicios Web de la red puedan publicar su localización y descripción, y hace que sea fácil descubrir que servicios están disponibles en la red. Actualmente, la API Universal Description Discovery and Integration - UDDI se utiliza normalmente para el descubrimiento de servicios.

La Pila de Protocolos para servicios también incluye un amplio rango de protocolos recientemente definidos:Business Process Execution Language - BPEL, SOAP Security Extensions: Digital Signature - SOAP-DSIG.